# Liste der Hamburger Polizeipräsidenten
Die Liste der Hamburger Polizeipräsidenten führt – beginnend im Jahr 1916 – die Personen auf, die das Amt des Polizeipräsidenten in Hamburg innehatten. Der Polizeipräsident in Hamburg ist ein politischer Beamter, der gemäß § 37 Nr. 3 Hamburgisches Beamtengesetz (HmbBG) vom 15. Dezember 2009 jederzeit durch den Hamburger Senat in den einstweiligen Ruhestand versetzt werden kann.
- Otto Stürken – 1916 bis 1919
- Hugo Campe – 1921 bis 5. März 1933
- Hans Nieland – 6. März 1933 (zunächst kommissarisch, ab 15. März 1933 offiziell)
- Wilhelm Boltz – 7. Oktober 1933 bis 31. Dezember 1936
- Hans Julius Kehrl – 1. Januar 1937 bis 3. Mai 1945
- Lothar Danner – Im Mai 1945 mit der Leitung der Hamburger Polizei auf Anordnung der Britischen Militärbehörden beauftragt
- Bruno Georges – 1. April 1952 bis 31. März 1958 Präsident.
Georges war bereits zuvor seit 26. Mai 1945 Oberst und Kommandeur, dann seit dem 15. Dezember 1945 „Polizeichef“ (d. h. ranghöchster Vollzugsbeamter) von Hamburg.
- Walter Buhl – 1. April 1958 bis 31. März 1964
- Jürgen Frenzel – 15. April 1964 bis 31. Oktober 1968
- Günter Redding – 1. November 1968 bis 30. April 1983
- Dieter Heering – 1. Juli 1983 bis 16. Dezember 1987
- Dirk Reimers – 21. Dezember 1987 bis 3. Oktober 1991
- Arved Semerak – 8. September 1995 bis 31. Juli 1996
- Ernst Uhrlau – 1. Oktober 1996 bis 31. Oktober 1998
- Justus Woydt – 15. Januar 1999 bis 13. November 2001
- Udo Nagel – 15. Januar 2002 bis 17. März 2004
- Werner Jantosch – von 30. März 2004 bis 13. Januar 2012
- Wolfgang Kopitzsch – vom 18. Januar 2012 bis 30. April 2014
- Ralf Martin Meyer – 1. Mai 2014 bis 8. November 2023
- Falk Schnabel – ab 9. November 2023